# Kennedyklanen

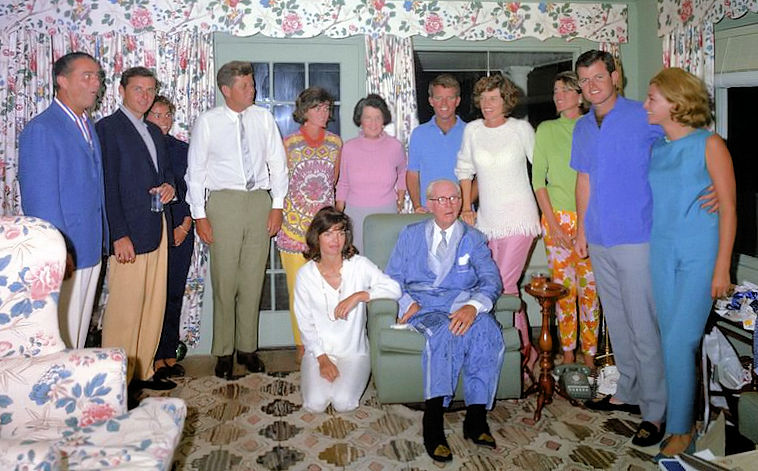
Kennedyklanen den 7 september 1963.

Kennedyklanen är den amerikanska familj vars mest berömde medlem, John F. Kennedy, var USA:s president åren 1961–1963.
Kennedyklanen härstammar från Patrick Kennedy (1823–1858), som lämnade  Irland 1849 och emigrerade till USA. Sonen Patrick Joseph Kennedy Sr.  (1858–1929) var familjens förste politiker och ledamot av Massachusetts delstatskongress. Sedan 1927 har familjen sin fasta punkt i Hyannis Port i Massachusetts. Familjen företräds (2015) av Caroline Kennedy, dotter till John F. Kennedy.

## Familjemedlemmar
- Joseph Kennedy (1888–1969), gift med Rose Fitzgerald (1890–1995)
  - Joseph P. Kennedy Jr. (1915–1944), militär
  - John F. Kennedy (1917–1963), USA:s president 1961–1963, gift med Jacqueline Kennedy Onassis (1929–1994)
    - Caroline Kennedy (född 1957), ambassadör i Tokyo 2013–2017, ambassadör i Canberra från 2022, gift med Edwin Schlossberg
    - John F. Kennedy Jr. (1960–1999), advokat och tidningsman

  - Rosemary Kennedy (1918–2005)
  - Kathleen Agnes Kennedy (1920–1948)
  - Eunice Kennedy Shriver (1921–2009), gift med Sargent Shriver (1915–2011), fredskårsledare och diplomat
    - Maria Shriver (född 1955), tidigare tv-journalist, tidigare gift med Arnold Schwarzenegger (född 1947), skådespelare och politiker
      - Patrick Schwarzenegger (född 1993), skådespelare och modell

  - Patricia Kennedy Lawford (1924–2006), gift med Peter Lawford (1923–1984),. skådespelare
  - Robert F. Kennedy (1925–1968), justitieminister 1961–1964, senator för New York 1964–1968, gift med Ethel Kennedy (född 1928)
    - Robert F. Kennedy Jr. (född 1954), miljöjurist, författare och politiker
    - Kerry Kennedy (född 1959), människorättsaktivist och författare, tidigare gift med Andrew Cuomo (född 1957), politiker
    - Rory Kennedy (född 1968), dokumentärfilmare

  - Jean Kennedy Smith (1928-2020), ambassadör i Dublin 1993–1998
  - Ted Kennedy (1932–2009), senator för Massachusetts 1963–2009
    - Patrick J. Kennedy (född 1967), kongressrepresentant för Rhode Island

Till Kennedyklanen räknas också
- Lee Radziwill (1933-2019), syster till Jacqueline Kennedy Onassis